# Isla de Aves
Isla de Aves (Vogeleiland) is een Federaal gebied van Venezuela. Niet te verwarren met de archipel Las Aves.

## Geschiedenis
Het eiland staat aangegeven op een kaart van de Padrón Real  uit 1529. Avaro Sanzze deed het eiland aan in 1584. Het eiland werd geclaimd door Groot-Brittannië, Nederland, Portugal en Spanje. In de 17e, 18e en 19e eeuw bezochten de inwoners van de Nederlandse eilanden Saba en Sint Eustatius Isla de Aves voor vogeleieren en eieren van zeeschildpadden.
In de 19e eeuw claimden Venezuela en Nederland het eiland. In 1859 werd overeengekomen het ‘geschil omtrent het regt van domein en van souvereiniteit op het eiland Aves’ te onderwerpen ‘aan de scheidsregterlijke uitspraak van eene bevriende mogendheid. In 1865 werd besloten dat ze het eiland deelden.
Van 1878 tot 1912 werd het eiland bezet door de Verenigde Staten.
In 1895 werd Isla de Aves definitief geannexeerd door Venezuela.

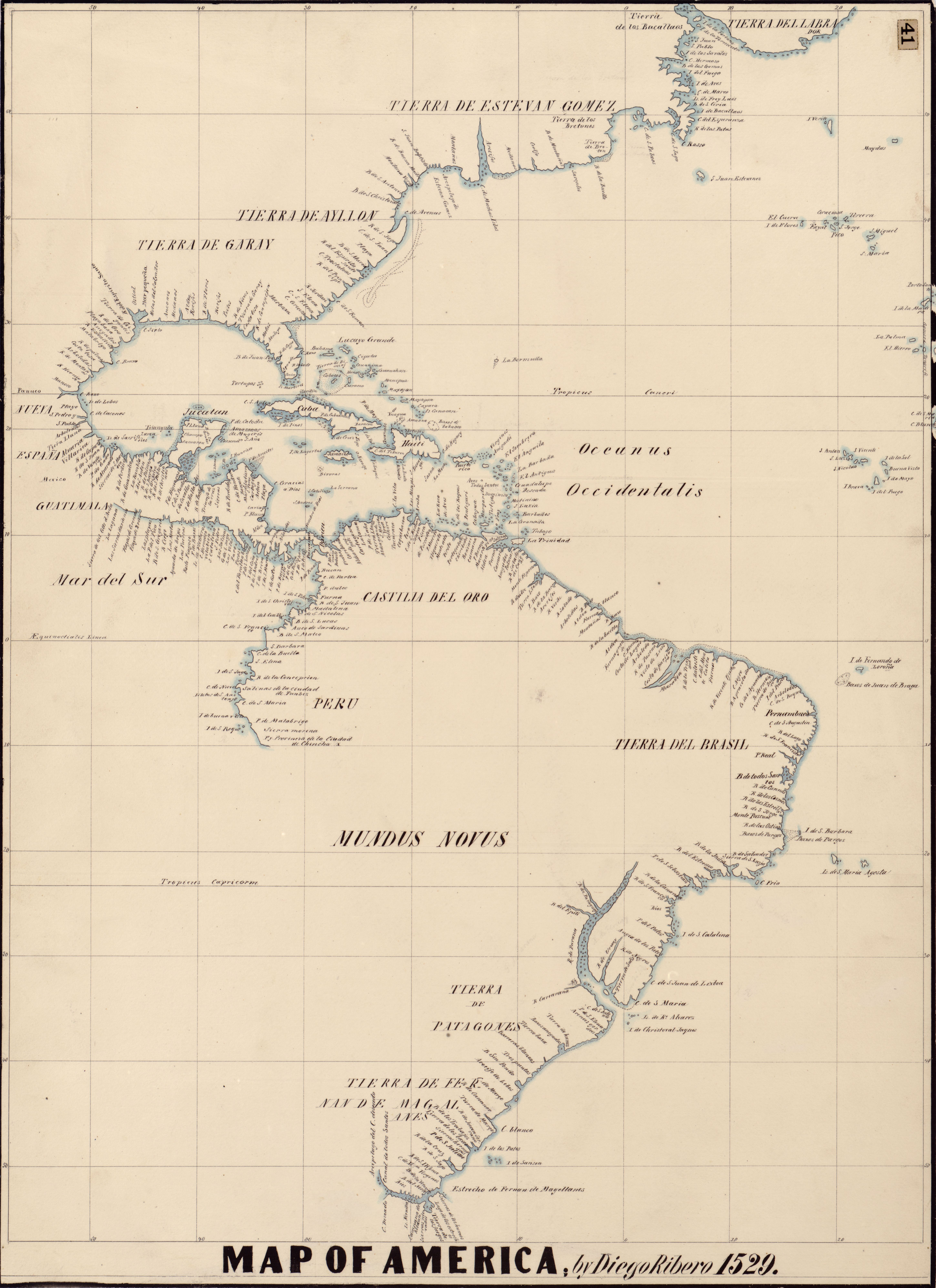
Kaart van Amerika in 1529 vervaardigd door Diego Ribero: reproductie van de originele kaart in het Palazzo di Propaganda Fide van paus Leo XIII, gedrukt door William Griggs, Londen, in 1887